# Sawairi Shigeo
Shigeo Sawairi (sinh ngày 8 tháng 5 năm 1963) là một cầu thủ bóng đá người Nhật Bản.

## Sự nghiệp câu lạc bộ
Shigeo Sawairi đã từng chơi cho Nagoya Grampus Eight.

## Thống kê câu lạc bộ

### J.League
| Đội                  | Năm       | J.League | J.League | J.League Cup | J.League Cup | Tổng cộng | Tổng cộng |
| Đội                  | Năm       | Trận     | Bàn      | Trận         | Bàn          | Trận      | Bàn       |
| -------------------- | --------- | -------- | -------- | ------------ | ------------ | --------- | --------- |
| Nagoya Grampus Eight | 1992      | -        | -        | 10           | 2            | 10        | 2         |
| Nagoya Grampus Eight | 1993      | 22       | 6        | 2            | 0            | 24        | 6         |
| Nagoya Grampus Eight | 1994      | 11       | 0        | 0            | 0            | 11        | 0         |
| Nagoya Grampus Eight | 1995      | 0        | 0        | -            | -            | 0         | 0         |
| Tổng cộng            | Tổng cộng | 33       | 6        | 12           | 2            | 45        | 8         |